# Día Internacional de las Viudas
El Día Internacional de las Viudas es una jornada que se celebra anualmente el 23 de junio desde 2011, fue promulgada por la Asamblea General de las Naciones Unidas (AGNU) en 2010.

## Proclamación
El primer Día Internacional de las Viudas tuvo lugar en 2005, lanzado por la fundación caritativa basada en el Reino Unido, Lord Loomba Trust y su presidenta Cherie Blair. En su sexta celebración de 2010, se llevaron a cabo eventos en países como Ruanda, Sri Lanka, Estados Unidos, Reino Unido, Nepal, Siria, Kenia, India, Bangladés y Sudáfrica. El 21 de diciembre de 2010, la AGNU a propuesta Ali Bongo Ondimba de Gabón y por unanimidad, aprobó la celebración de esta nueva efemérides. La proclamación tiene como objetivo dar voz a las experiencias de las viudas y reactivar el apoyo especial que necesitan, destacando los problemas a los que se enfrentan, como la negación de derechos de herencia, el estigma y la discriminación, y la falta de acceso a recursos económicos y sociales.

## Celebración
Este día se celebra cada año el 23 de junio, la fecha fue elegida porque en 1954, Shrimati Pushpa Wati Loomba, madre del fundador de la fundación, Lord Loomba Trust, enviudó.La primera celebración oficial tuvo lugar en 2011, y desde entonces, se ha conmemorado anualmente, promoviendo la sensibilización sobre los derechos de las viudas y la necesidad de su empoderamiento. Cada año, esta celebración se centra en la necesidad urgente de proporcionar a las viudas información y acceso a sus derechos de herencia, pensiones, protección social y oportunidades de educación y empleo.

## Problemas de las viudas en países en desarrollo
Las viudas en países en desarrollo enfrentan una serie de problemas graves y complejos. En primer lugar, la pobreza es una realidad constante debido al acceso limitado a recursos económicos y derechos de herencia. Además, muchas viudas son víctimas de violencia física y mental, así como de prácticas tradicionales perjudiciales. En el ámbito de la salud, las viudas suelen tener un deficiente acceso a atención médica y son particularmente vulnerables ante diversas enfermedades. Por último, en contextos de conflictos armados, un gran número de mujeres queda viuda, enfrentando traumas profundos y violencia continua.